# شهرستان سوهیندول
شهرستان سوهیندول (به بلغاری: Suhindol Municipality) یک شهرستان در بلغارستان است که در استان ولیکو تارنوو واقع شده‌است. شهرستان سوهیندول ۱۵۷٫۵۵ کیلومتر مربع مساحت و ۳٬۰۴۶ نفر جمعیت دارد.